# Nippo-americani
I nippo-americani (日系米国人?, Nikkei Beikokujin) sono i cittadini statunitensi di origini giapponesi.

## Storia
Durante la seconda guerra mondiale molti vennero internati perché ritenuti possibili nemici interni.
In un secondo momento, nel corso dello stesso conflitto, lo stato americano li inviò in Europa a sostegno delle truppe alleate. Qui si distinsero in battaglia dando ad esempio un contributo significativo al superamento della Linea Gotica in Italia.